# Michael Antony Austin
Michael Antony Austin (Newcastle upon Tyne, 21 september 1971) is een singer-songwriter die sinds 2023 ook actief is in Nederland. Zijn optreden in TivoliVredenburg was de start van zijn eerste Nederlandse tournee. Hij heeft vier albums uitgebracht met pop-, rock- en folksongs met New Country, Americana en Britse Indie invloeden.

## Biografie

### Jeugd
Michael Antony Austin werd geboren op 21 september 1971 in Newcastle upon Tyne, Engeland. Al op jonge leeftijd ontdekte hij de magie van muziek, eerst via de platencollectie van zijn ouders, later op het podium tijdens schooloptredens en in zijn eerste middelbare schoolband. Als tiener speelde hij mee in professionele musicals. Op 15-jarige leeftijd woonde hij een stadionconcert van Queen bij — een ervaring die bepalend was voor zijn besluit om professioneel muzikant te worden.

### Internationale carrière
Na de middelbare school begon Austin te reizen. Hij woonde onder meer in Londen, Portugal en de Verenigde Staten. In 2000 vestigde hij zich in Gelsenkirchen, Duitsland, waar hij nog steeds woont. Vanuit daar treedt hij door heel Europa op, zowel solo als in samenwerking met verschillende bands en projecten. Hij bracht vier studioalbums uit met muziek die invloeden combineert uit pop, rock, folk, New Country, Americana en Britse indie. Zijn heldere en krachtige tenorstem en verhalende teksten zijn kenmerkend voor zijn stijl.
Michael Antony Austin kreeg positieve referenties van onder anderen Peter Freestone (persoonlijke assistent van Freddie Mercury), John Young (Lifesigns, Asia, Bonnie Tyler), Andy Brings (rockmuzikant, producer en Duitse filmmaker), Dave Johns (komiek, acteur en schrijver, I, Daniel Blake) en Brian Hume (van de Britse band Prelude).

### Nederland
Sinds 2023 is Michael Antony Austin ook actief in Nederland. Op 25 februari 2023 trad hij op bij het tv-programma Noardewyn live van Omroep Friesland. Op 1 juni 2023 volgde de officiële Nederlandse release van het album It's Not the Years... It's The Mileage in TivoliVredenburg. Het radioprogramma Countryland, uitgezonden door o.a. A1 Mediagroep, bracht hierover een recensie uit. Ook werden recensies uitgebracht over het album door bijvoorbeeld Orange Flag Music en Real Roots Café. Het optreden in TivoliVredenburg was de start van zijn eerste Nederlandse tournee in 2023 en 2024 met optredens op diverse podia, festivals en live radio.
In 2025 toert Austin opnieuw door Nederland, dit keer met zijn soloshow Live & Alone. De eerste show vond plaats op 12 januari 2025 bij De Brauerij. In een recensie prees RockTimes de combinatie van positieve energie en melancholie in zijn muziek. Real Roots Café benadrukte de indrukwekkende veelzijdigheid en loepzuivere stem in hun recensie. Op 25 mei 2025 trad hij op in de ABC Club in Doetinchem. Op 6 juni 2025 gaf hij een bijzonder optreden in de Volver Studio in Tilburg, waar hij in een intieme studiosetting met livepubliek nieuw materiaal opnam voor een toekomstig album. Verdere optredens in Nederland en nieuwe singles staan gepland voor later in het jaar.

## Discografie

### Uitgebrachte albums[13]
| Albumtitel                              | Jaartal |
| --------------------------------------- | ------- |
| It's Not the Years.... It's The Mileage | 2021    |
| This Illustrated Life                   | 2013    |
| The Angel's Share                       | 2009    |
| The Man With X-Ray Eyes                 | 2005    |

### Uitgebrachte singles in Nederland[14][15]
| Naam single                       | Datum release    |
| --------------------------------- | ---------------- |
| You Spin me Round (Like a Record) | 12 augustus 2024 |
| Time to Get it Right              | 27 oktober 2023  |
| Valentine                         | 18 augustus 2023 |
| Turn Around and Kiss Me           | 12 mei 2023      |
| The Collier Lad's Dream           | 26 januari 2023  |

## Samenwerkingen

### Overige bands & projecten
Naast zijn werkzaamheden als singer-songwriter is Michael Antony Austin de zanger van tributeband Queen May Rock, is hij actief voor Natalia Posnova's Queen Rhapsody Orchestra en is hij (gast)zanger bij diverse Duitse coverbands waaronder Groove Delighters, Rating Tops, Groove Garden en B.and M. In het verleden is hij onderdeel geweest van diverse andere bands waaronder ReMode, MayQueen, Monsieur Klaas en Seafoam Green en heeft hij samengewerkt met de Britse bands Lindisfarne en Prelude.

### Uitgebrachte albums met overige bands
Michael Antony Austin bracht albums uit met Monsieur Klaas (Jazz On The Rocks - jazz), Seafoam Green (Songs From A Beautiful Sad Summer, Think Green - pop), Metal Inc. (Traces Of The Past - thrash) en Queen May Rock (LIVE At The Living Room - unplugged).

## Trivia
- Michael Antony Austin heeft in 2014 meegedaan aan The Voice of Germany.[17] Hij maakte deel uit van team Michi & Smudo.
- Tijdens de 2024 editie van 24H Chefs was Michael Antony Austin een van de artiesten die live muziek verzorgde tijdens het evenement.[18]